# Värdepluralism
Värdepluralism, även benämnt etisk pluralism, är ett begrepp inom värdeteori och metaetik som avser idén att det finns flera grundläggande eller korrekta värden som kan stå i konflikt med varandra. Vidare menar värdepluralismen ofta att dessa värden är inkommensurabla och således inte kan rangordnas objektivt eller a priori. Värdepluralism står vidare i motsats till värdemonism.
Värdepluralism är främst en metaetisk teori, i att det behandlar formerna för etiska värden snarare än dess substans, men det finns olika värdepluralistiska normativa teorier som anger några (eller samtliga) av de värden som anses behöva beaktas (se exempelvis Judith Jarvis Thomson, WD Ross och GE Moore). Den exakta relationen, och hur metaetiska och normativa teorier kan grundas på eller ta stöd av varandra, är dock omdebatterad och gränsdragningen oprecis.
Vidare finns det politiska teorier, särskilt inom den liberala skolan, som bygger på etisk pluralism, se politisk pluralism och Isaiah Berlin. Idén att grundläggande värderingar kan komma i konflikt med varandra är också framträdande i Max Webers tänkande.

## Sammanhang
Värdepluralism är ett alternativ till både moralisk relativism och moralisk absolutism (eller monism). Ett exempel på värdepluralism är idén att en nunnas moraliska liv är oförenligt med en moders, men att det saknas objektiva etiska mått för att föredra det ena framför det andra. Eftersom människors preferenser och behov skiljer sig åt menar pluralisten att det i varje enskilt fall kan finnas ett alternativ som är att föredra, men idén om inkommensurabilitet gör gällande att man samtidigt förlorar något av värde genom att välja bort det andra. Det skiljer värdepluralistiska från monistiska teorier, som i regel menar att alla etiska värden kan reduceras till ett.
Värdepluralism skiljer sig också från värderelativism och värdesubjektivism genom att pluralisten accepterar gränser för olikheter, där olika pluralistiska teorier är olika krävande.
Om värden kan jämföras med dygder eller plikter finns det historiska föregångare till den moderna värdepluralismen. Immanuel Kant hänvisade till exempel till "en pliktkonflikt" och Platon hävdar i Statsmannen att även om syftet kan vara "att främja inte en del av dygden utan helheten", är det ofta så att dygdens olika delar "kan vara i krig med varandra".